# Christopher Rouse
Christopher Rouse (Los Angeles, 28 de novembro de 1958) é um editor e montador estadunidense. Venceu o Oscar de melhor montagem na edição de 2008 por The Bourne Ultimatum.